# Pole odpływowe
Pole odpływowe, Pole odbiorcze (ang. outgoing feeder) - jest to pole rozdzielcze, przez które energia odpływa z szyn zbiorczych, tzn. znajduje się ono na początku linii wychodzącej ze stacji.